# مقاطعة أمهيرست (فيرجينيا)
 مقاطعة أمهيرست  (بالإنجليزية:  Amherst County)‏ هي إحدى المقاطعات في ولاية فيرجينيا في الولايات المتحدة الأمريكية.

## أعلام
- ويليام تيري
- بنجامين تاليافيرو
- ويليام ه كراوفورد
- روبرت إس. روز
- وايلد بيل كليبورن